# 토비 윙

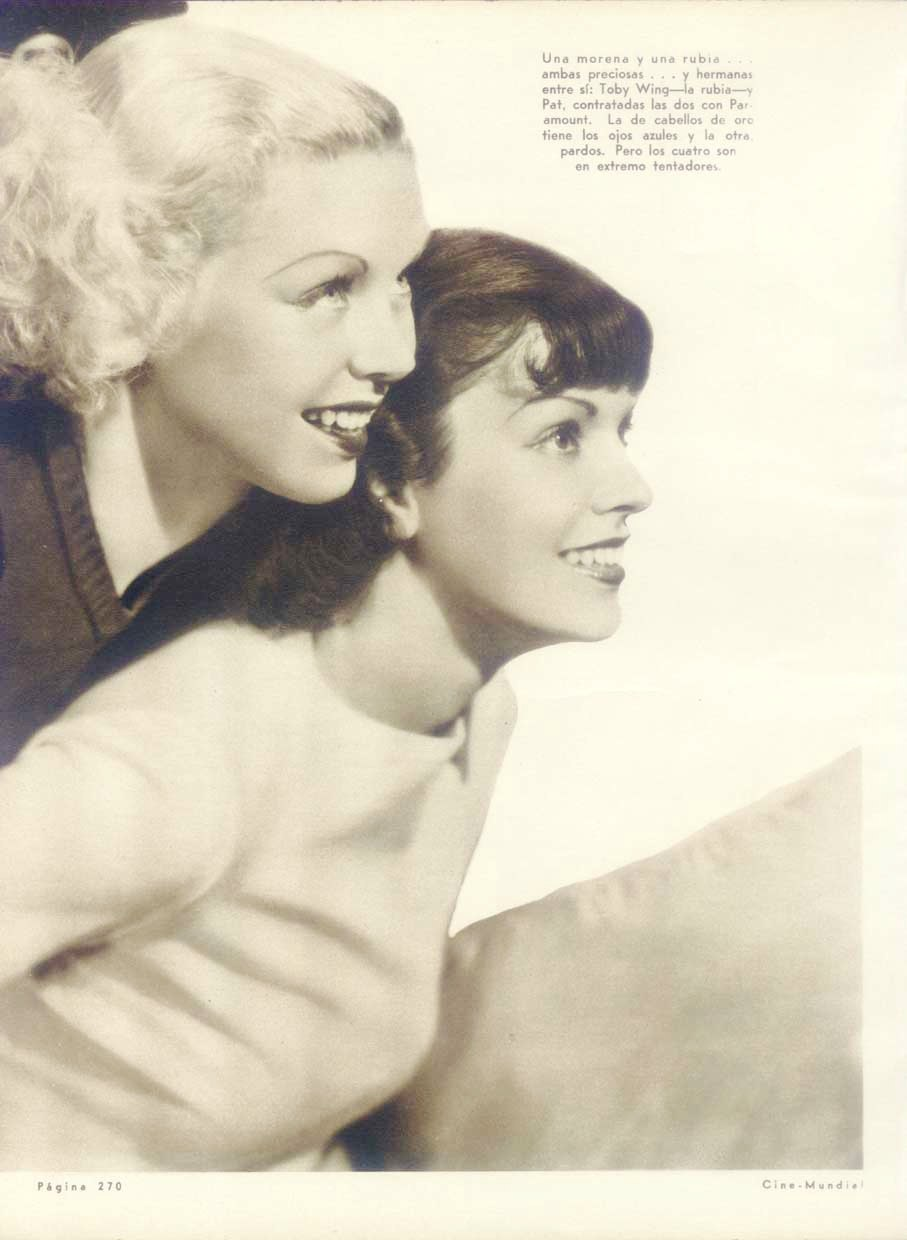

토비 윙(Toby Wing, 1915년 7월 14일 ~ 2001년 3월 22일)은 미국의 배우, 영화배우이다.

## 영화
- 스윗하츠 (1938년)
- 더 우먼 멘 메리 (1937년)
- 투 포 투나잇 (1935년)
- 컴 온 마린스 (1934년)
- 베이비 페이스 (1933년) - 오피스 워커 역
- 42번가 (1933년)
- 더 키드 프럼 스페인 (1932년)
- 펄미 데이즈 (1931년)